# Кенийско-угандийские отношения
Кенийско-угандийские отношения — двусторонние дипломатические отношения между Кенией и Угандой. Протяжённость государственной границы между странами составляет 814 км.

## История
С 1961 по 1965 год Кения, Уганда и Танзания были членами Восточноафриканского общего рынка со свободной федеральной структурой. Кения и Уганда также были основателями Восточноафриканского сообщества (ВАС), которое впоследствии распалось из-за идеологических разногласий и территориальных споров. 7 июля 2000 года Кения, Уганда и Танзания восстановили ВАС, что способствовало развитие торговли и других отношений между Кенией и Угандой.

## Торговля
На протяжении многих лет Уганда была крупнейшим экспортным направлением для кенийских товаров. Однако, в 2014 году Танзания стала основным экспортным направлением для товаров из Уганды. В 2013 году Кения экспортировала товаров на сумму 632 миллиона евро в Уганду, что сделало эту страну вторым по величине экспортным направлением для кенийских товаров после Европейского союза. Уганда экспортировала товары на сумму 144 миллиона евро в Кению. В 2013 году объём товарооборота между странами составил сумму 776 млн евро, что делало Уганду для Кении седьмым по величине торговым партнёром.

### Прямые иностранные инвестиции
Следующие кенийские банки представлены в Уганде: KCB Bank Uganda Limited, Equity Bank Uganda Limited и Nakumatt.

### Инфраструктура
Страны строят железнодорожную линию стандартной колеи, которая будет проходить через города: Момбаса, Найроби, Кампала, Кигали. В декабре 2014 года начались работы на кенийском участке железной дороги. Были предложения расширить маршрут Момбаса-Найроби-Кампала-Кигали до автомагистрали. Уганда в основном использует порт Момбасы, чтобы получить доступ к международным рынкам. Железнодорожное сообщение повысит эффективность доставки товаров в не имеющую выхода к морю Уганды из Кении. Кения надеется, что Уганда будет включена в проект LAPSSET, в рамках которого трубопровод соединит кенийские и угандийские нефтяные месторождения с новым портовым городом в Ламу, Кения. В 2014 году дочерняя компания Toyota Tsusho получила контракт на проектирование трубопровода. По завершении строительства он бы стал самым длинным в мире обогреваемым трубопроводом с протяжённостью 1380 км.

## Дипломатические представительства
- Кения имеет высокую комиссию в Кампале[7].
- Уганда содержит высокую комиссию в Найроби[8].